# Jogos Mundiais da Juventude de 1998
Os Jogos Mundiais da Juventude de 1998 foi o primeiro evento internacional multi-desportivo do tipo. Mais de 7.500 jovens atletas representando 140 países  do mundo participaram deste evento. Os Jogos Mundiais da Juventude foram sob o patrocínio do Comitê Olímpico Internacional (COI), que também foi conhecido como o “primeiro” dos Jogos Olímpicos da Juventude. Foi realizado em Moscovo, Rússia, de 11 a 19 de julho de 1998.

## Cerimônia
A cerimônia de abertura foi realizada no Estádio Luzhniki (Стадион "Лужники"). Incluía 32 membros do Comitê Olímpico Internacional (COI), 43 presidentes dos Comitês Olímpicos Nacionais (NOC), Boris Yeltsin - então presidente da Federação Russa, Yuri Luzhkov - prefeito de Moscou, com a presença de 80.000 espectadores. Um dos momentos mais emocionantes da cerimônia foi a chegada da chama olímpica, após percorrer 13 regiões da Federação Russa. Outro momento espetacular foi quando 2 cosmonautas russos cumprimentaram todos os espectadores diretamente da Estação Orbital Mir. O prefeito de Moscou e o presidente do COI dirigiram-se aos espectadores e Boris Yeltsin declarou abertos os Jogos Mundiais da Juventude.

## Participantes e Esportes
Mais de 7500 jovens atletas menores de 17 anos de idade, representando 140 países, competiram em uma variedade de esportes que incluem basquete, futebol, voleibol, andebol, ténis e ténis de mesa, atletismo pista e de campo, natação, natação sincronizada, ginástica rítmica moderna e ginástica, esgrima, judô e luta greco-romana.

## Objetivo
Os principais objectivos dos primeiros Jogos Mundiais da Juventude foram para envolver os jovens participantes do movimento olímpico e promover o espírito olímpico de amizade e compreensão mútua entre os povos, a preparar as suas condições de aptidão psicológica e internacional começa e também selecionar jovens talentos para a participação em futuro dos Jogos Olímpicos . A partir de 2010, os Jogos Olímpicos da Juventude será realizada a cada quatro anos escalonados no verão e inverno eventos complementando os Jogos Olímpicos . Cingapura vai sediar a 2010 Jogos . 

## Mascote
O lema dos Jogos Mundiais da Juventude foi "o mundo aberto para a infância" e da sua mascote foi novamente o Mishka (Мишка)  - o urso russo que também era o mascote do XXII Jogos Olímpicos de Verão em Moscou 1980 . 

## Iniciação
Em 27 de novembro de 1995 uma pequena delegação governamental de Moscou visitou a sede do Comité Olímpico Internacional, em Lausanne, Suíça, a fim de conseguir o apoio para a organização de uma competição internacional importante juventude sob COI clientelismo na capital da Rússia . A delegação do Moscou argumentou que a cidade teve uma forte experiência de estadiamento eventos desportivos. O COI concedeu o seu patrocínio ao "Jogos Mundiais da Juventude" e um acordo foi assinado em Abril de 1997 entre o COI, a cidade de Moscovo e da Rússia Comité Olímpico, que define o evento. 

## Infra-estrutura
Após a assinatura do acordo, Moscou iniciou a sua infra-estrutura preparativos. Comprometeu-se 2 grandes projectos. A primeira foi a renovação do Luzhniki Sports Arena, que foi concluído em setembro de 1997 em Moscovo's 850. Aniversário . O estádio foi construído em 1955, e em 1980 tornou-se o coração do XXII Jogos Olímpicos de Verão. O outro grande projeto foi a construção da aldeia olímpica. Essa contração foi colocado sob o controle da administração da cidade e foi baseado no plano de 1980 a Vila Olímpica. O Village constituído de cinco a 19-story-25 edifícios, um complexo desportivo, ginásio, uma bicicleta e uma enorme pista cafetaria. Além disso, a sua paisagem incluídos colinas e um lago artificial. Mais tarde, este complexo de construção se tornou uma das mais prestigiadas áreas residenciais da cidade.